# Равлик чагарниковий
Равлик чагарниковий (звичайний) (Fruticicola fruticum (Müller, 1774)) вид наземних молюсків класу Черевоногих (Gastropoda) підкласу легеневих (Pulmonata) родини чагарникових равликів (Bradybaenidae), єдиний представник цієї родини на території України. В україно- і російськомовних публікаціях частіше фігурує під назвою Bradybaena fruticum.

## Опис черепашки

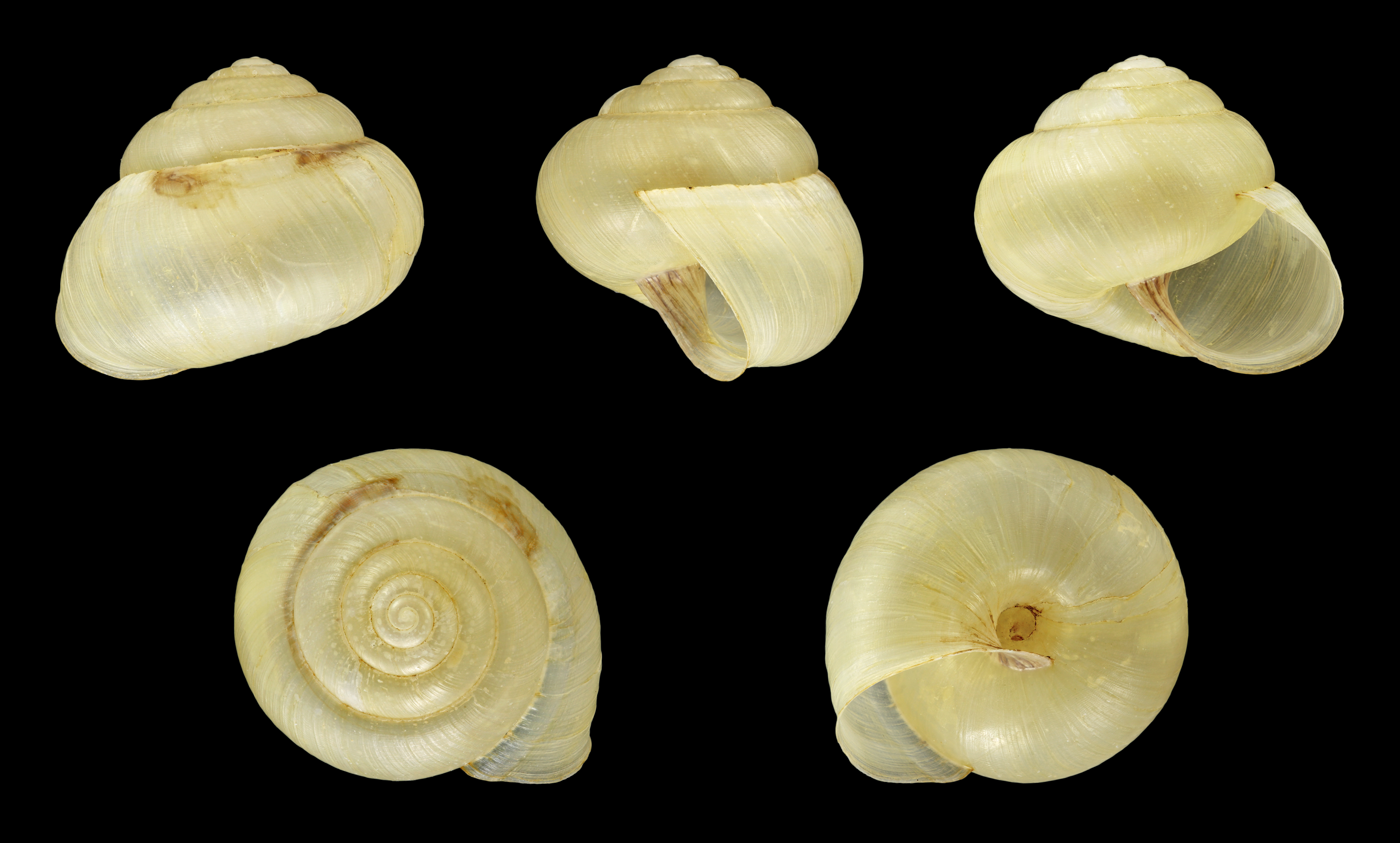

У дорослих особин висота черепашки коливається переважно в діапазоні 16-17 мм, ширина (діаметр) черепашки — від 18 до 23 мм. Має 5-6 обертів. Черепашка куляста, із заокругленим завитком. Пупок відкритий, але вузький, неперспективний. Ширина пупка становить 1/8 — 1/9 ширини черепашки. Для поверхні черепашки дуже характерною є наявність тонких і частих спіральних ліній, які перетинаються з невиразними радіальними зморшками (добре помітно вже при 10-20-кратному збільшенні). Вид поліморфний за забарвленням черепашки. Основний її фон білий (до світло-жовтого) або коричневий (до майже вишневого). Черепашка без смуг або з однією темною спіральною смугою на периферії.

## Можливі помилки у визначенні
Черепашки молодих особин у випадку відсутності на них смуги можна сплутати з Euomphalia strigella i Plicuteria lubomirskii. Проте їх легко відрізнити за скульптурою поверхні (див. вище), оскільки в обох згаданих видів відсутні регулярні спіральні лінії. У E. strigella радіальні зморшки значно грубші, на останньому оберті часто присутні хаотично розташовані невеликі вм'ятини; якщо присутні фрагменти спіральних ліній, вони ніколи не бувають такими чіткими та не розташовуються так правильно, як у F. fruticum. Якщо порівнювати черепашки F. fruticum i P. lubomirskii при однаковій кількості обертів, перші мають значно більші розміри. Розповсюджений на півдні України вид Monacha fruticola не має спіральних смуг, відрізняється від F. fruticum дещо меншими розмірами та більш сплощеною формою черепашки, а також вужчим пупком.

## Розповсюдження
Широко розповсюджений на території Європи та України.

## Екологія
Заселяє переважно вологі біотопи, з високою травою: луки, чагарники, узлісся тощо.